# Narcisse-Virgile Díaz de la Peña

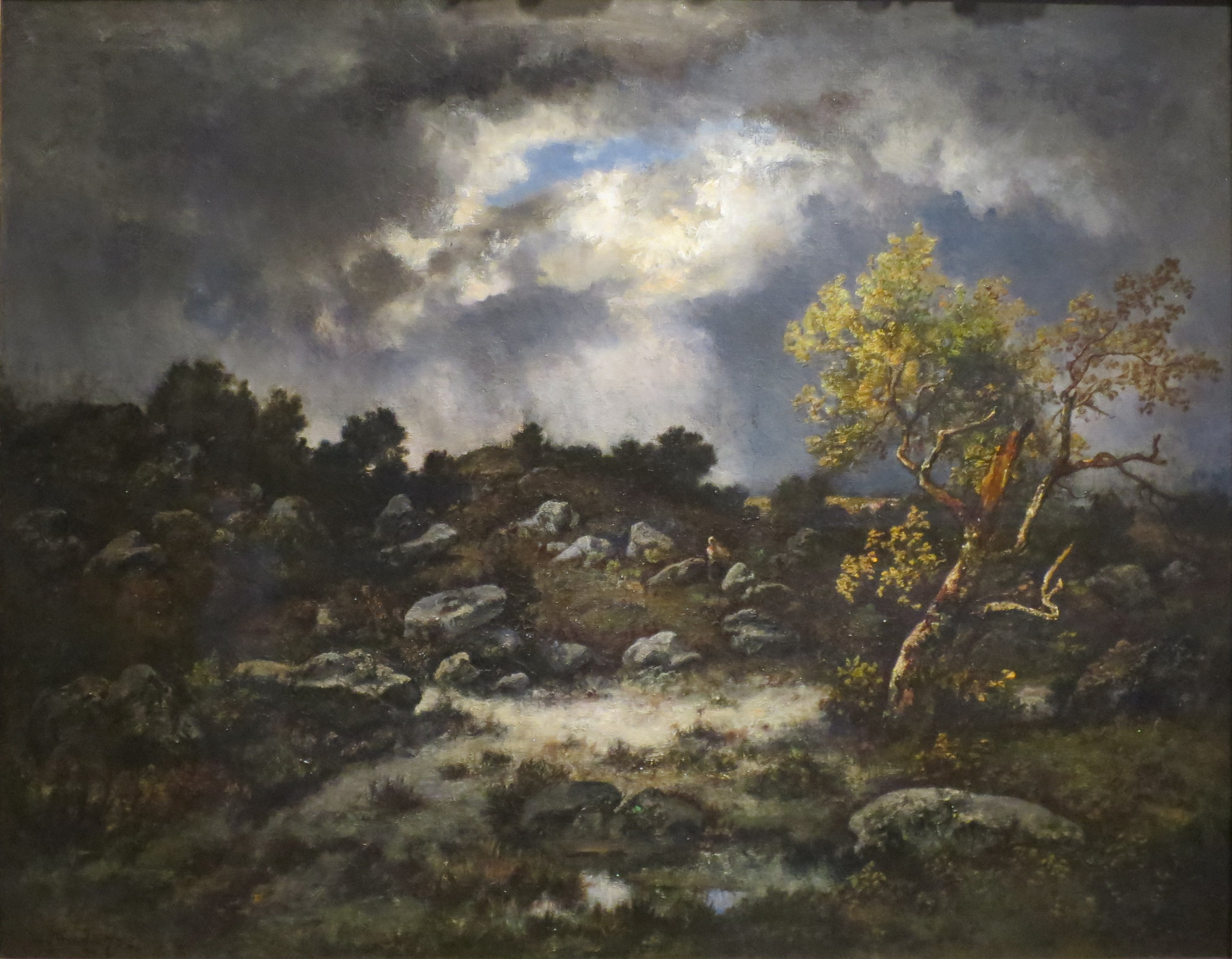
Proximitat de la tempesta (1870)

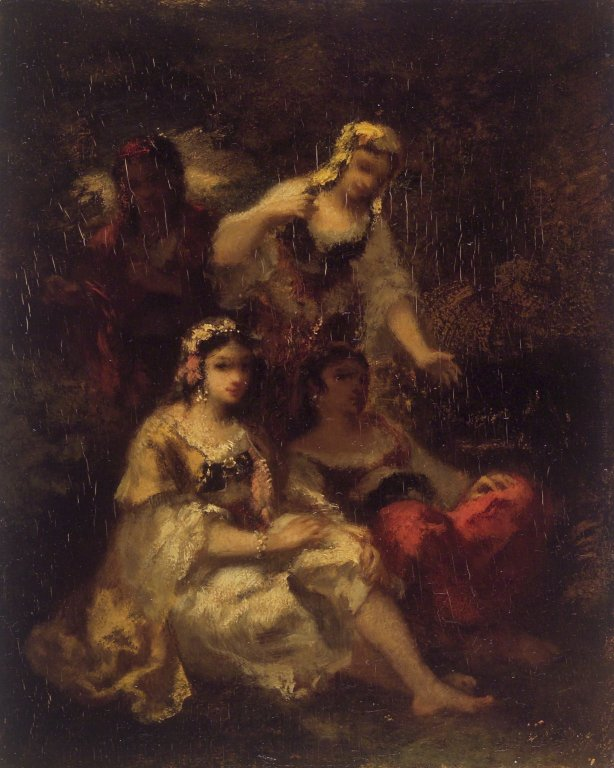
Quatre donzelles espanyoles (1844-1860)

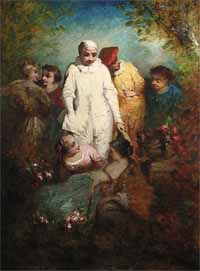
Festa campestre (1844)

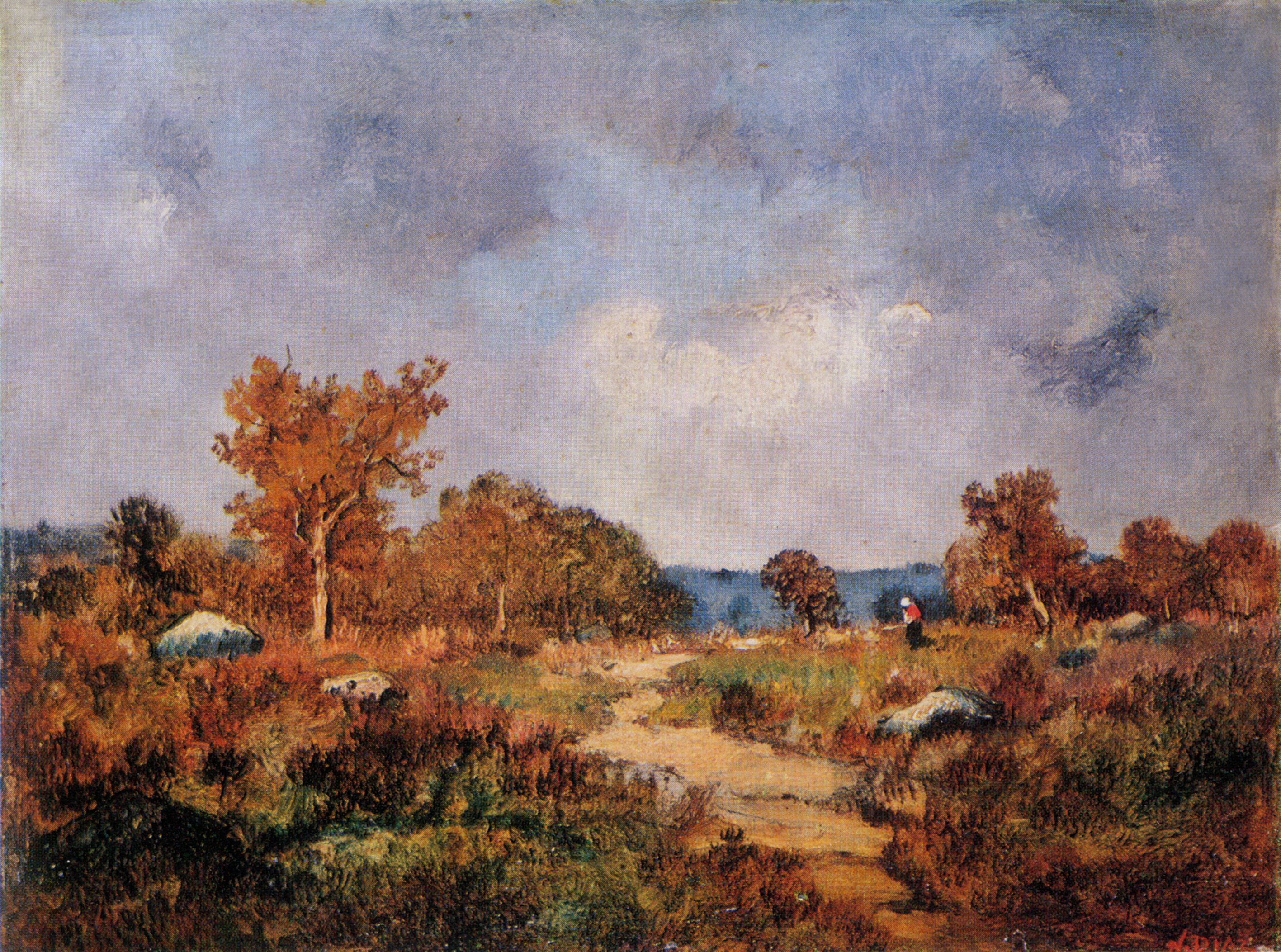
Paisatge de tardor

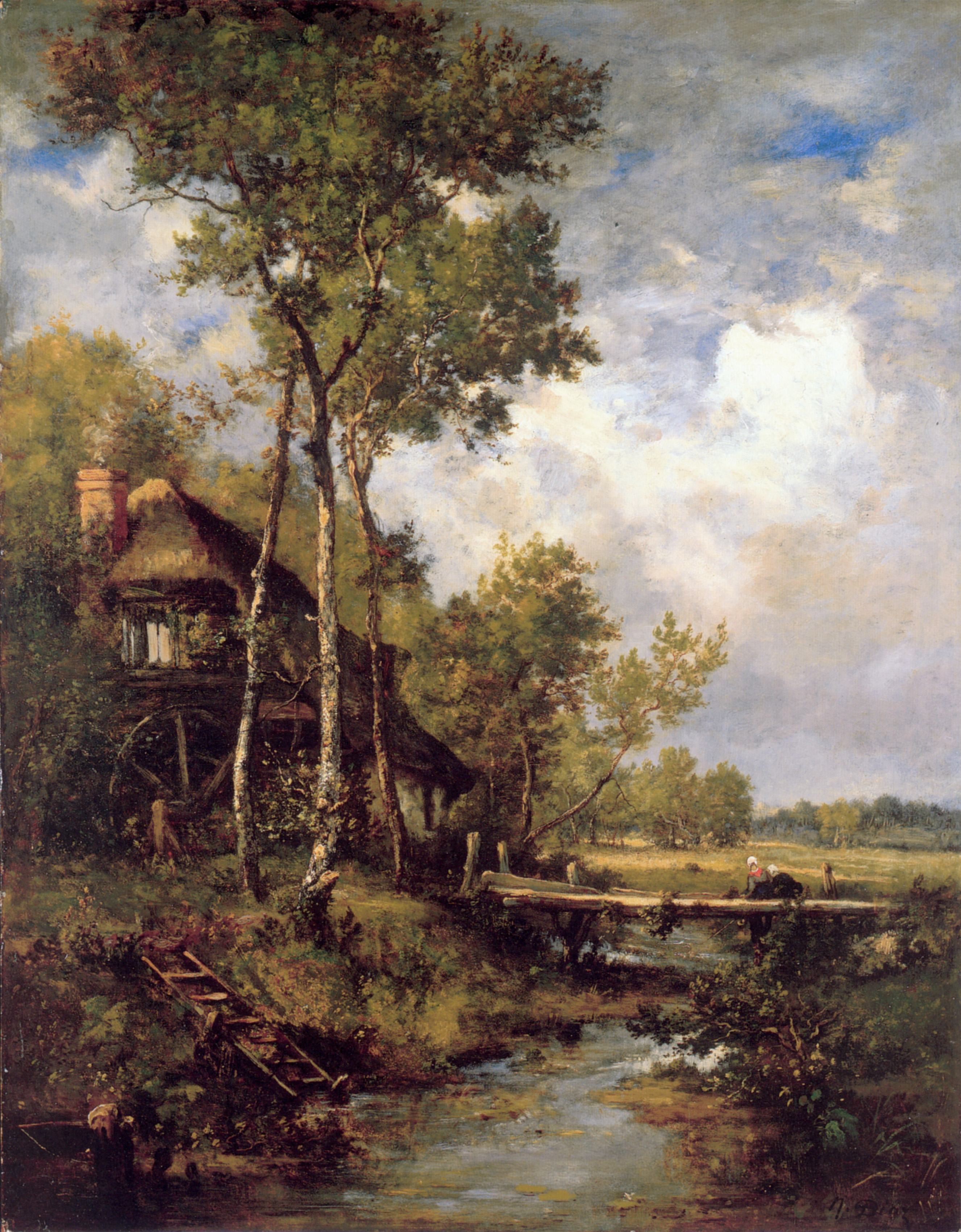
El vell molí de vent prop de Barbizon

Narcisse-Virgile Díaz de la Peña (francès: Narcisse Díaz de la Peña)  (Imperi Espanyol i Bordeus, 21 d'agost de 1807 - Menton, 18 de novembre de 1876) fou un pintor francès, fill de refugiats polítics espanyols.

## Estil
El seu estil (enfocat a la recerca d'efectes de contrallum i amb economia de colors, bàsicament verds i ocres) es diferencia del dels seus companys de Barbizon pel fet que el seu gust per la il·luminació melodramàtica contrasta amb la sensació de comunió tranquil·la amb la natura d'aquells i la seua pinzellada era pesada i inquieta (els seus detractors la consideraven inflada). Mai no va perdre les inclinacions romàntiques de la seua jovenesa i continuà pintant teles mitològiques, que representaven sovint nimfes, al llarg de tota la seua carrera.
Va aconseguir l'èxit abans que la majoria dels seus amics, ajudà molt els impressionistes més joves mitjançant la compra de llurs obres i en fou un dels més directes precursors: Frédéric Bazille, Claude Monet i Alfred Sisley el van conèixer el 1863 i van admirar la seua lluminositat, Pierre-Auguste Renoir digué que conèixer Díaz de la Peña li feu alleugerir la paleta, mentre que el seu toc parpellejant exercí una gran influència sobre Adolphe Monticelli, que, per la seua banda, anticipà la tècnica impressionista del divisionisme.

## Curiositats
El carrer Narcisse Díaz, al 16è districte de París, duu aquest nom en honor seu des de l'any 1894.

## Obres destacades
Col·leccions privades
- Boscos de Barbizon
- Els banyistes
- Estany al bosc
- Família amb gossos
- Bosc de Fontainebleau
- Quatre vaques i una dona al costat d'una bassa
- Al bosc
- El camí de Jean de París en una nit tempestuosa
- Casa turca
- Dona mitològica amb amorets
- La pedrera
- Venus i amorets
- Dones en un bosc
- Recol·lector de fusta al bosc de Fontainebleau
- Nimfa jove i amorets
- Noies al bosc
- Bosc de Fontainebleau (1830-1839)
- La cançó de Dèbora (1852)
- Nens àrabs jugant (1857)
- Illa de l'Amor (1858)
- Un Ram (1860)
- Figures al bosc (1860)
- Paisatge amb bestiar (1862)
- Arreplegant fusta sota els arbres (1864)
- Nens turcs jugant amb un llangardaix (1864)
- El bosc de Fontainebleau (1866)
- Story Telling (1866)
- Bosc de Fontainebleau (1866-1870)
- Paisatge (1868)
- Bosc de Fontainebleau (1870-1876)
- Caçador (1871)
- Posta de sol del mar turbulent (1871)
- Cims de muntanya als Pirineus (1871-1874, sense acabar)
- Interior del bosc (1874)
- Escena d'encanteri, la bruixa (1852)
- Le Bas-Bréau, paysanne dans un sous-bois (1856)
- Noi amb quatre spaniels, bosc de Fontainebleau (1875)

Museu del Louvre (París)
- Folles filles
- The Dog Handler
- Banyistes
- Enter Not (1839)
- A Clearing in the Forest (1840)
- Children with Dogs (1840-1845)
- Madame Leclanche (1845)
- Les bohémiens (1850)
- L'éplorée (1851)

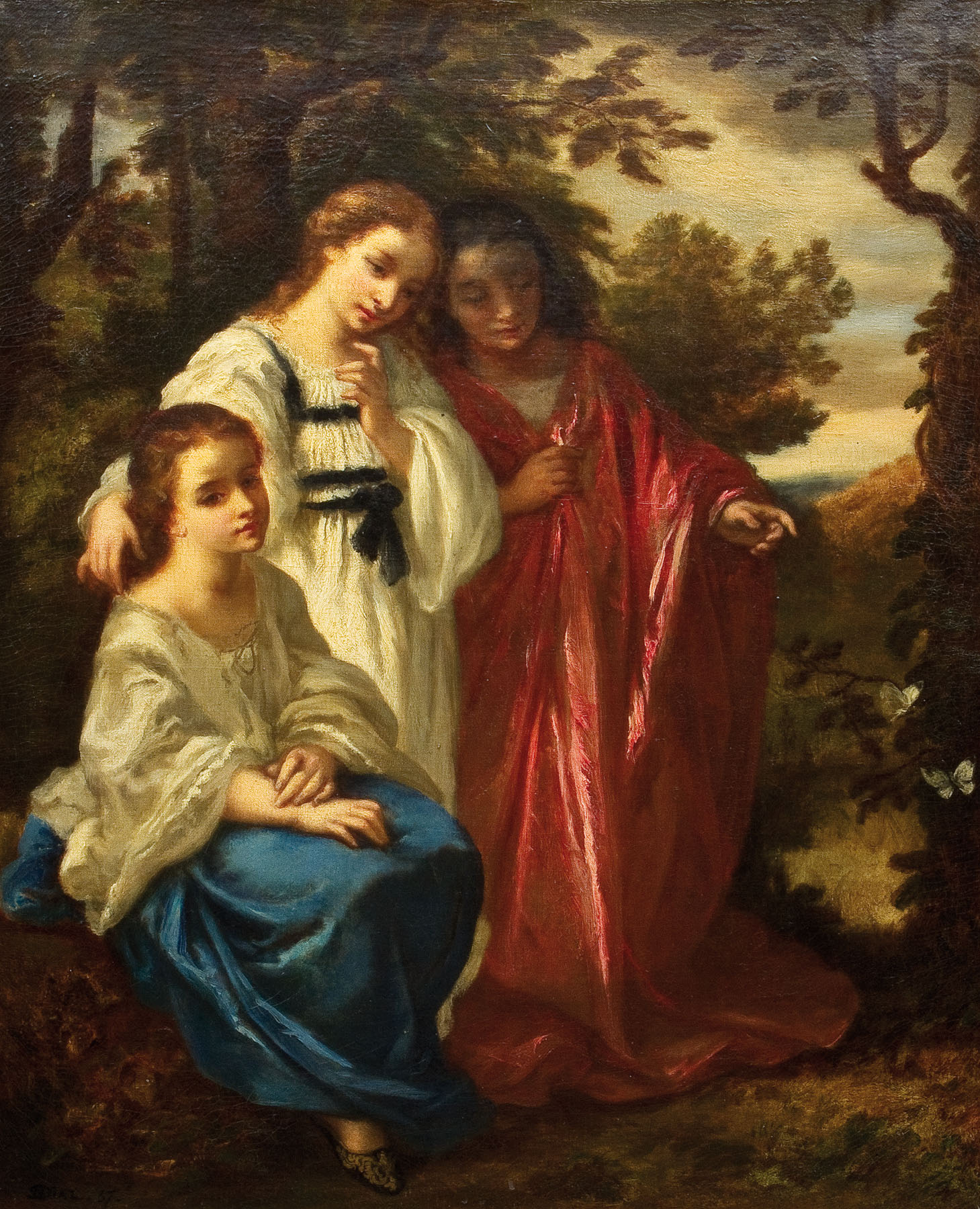
Les tres Gràcies (1837)

- Woman and Dog in the Forest of Fontainbleau (1855)
- El bosc de Fontainebleau (1868)

Museu d'Orsay (París)
- Le puits: Nymphs et amour (1850)
- El mag (1855-1860)
- L'amor (1857)
- Les hauteurs du Jean de Paris (1867)
- El bosc de Lisière (1871)

L'Ermitage (Sant Petersburg)
- Nens en un jardí (1845)
- Família turca (1845)
- Road in the Wood (1855)
- Venus i Cupido (1857)
- Paisatge amb un pi (1864)

Walters Art Museum (Baltimore)
- Edge of the Forest (1860-1880)
- Effect of Autumn, Fontainebleau (1870)
- Bosc de Fontainebleau, Tardor (1871)
- La tempesta (1872)

Col·lecció Wallace (Londres)
- Venus desarmant Cupido
- L'educació de Cupido
- Una font turca (1846-1850)

Davis Museum and Cultural Center (Wellesley, Massachusetts)
- Paisatge amb vaques
- Dos camperols en un bosc
- Dona dormint (1835-1840)

Galeria Nacional d'Escòcia (Edimburg)
- Flors
- Toll al bosc (1865)
- Una clariana al bosc (1869)

Museu Fitzwilliam (Universitat de Cambridge, el Regne Unit)
- Paisatge (1860-1869)
- Paisatge boscós (1870)
- Tempesta al bosc de Fontainebleau (1871)

Museu d'Art del Comtat de Los Angeles (Los Angeles)
- Homes vestits a l'oriental (1845)
- Paisatge (1850)
- Paisatge tempestuós (1872)

Castell de Compiègne (la Picardia, França)
- Sota els arbres
- A Nymph Caressing Love (1855)
- El malefici (1863)

Museu Norton Simon (Pasadena, Califòrnia)
- Proximitat de la tempesta (1870)

Tullie House Museum and Art Gallery (Carlisle, Anglaterra)
- Bohemiennes mendicantes (1840-1850)

Museu de Belles Arts de Nantes (Nantes)
- Cavaliers turcs en déroute (1850-1852)

Museu de Belles Arts de Dijon (Dijon, França)
- Clariana (1868)

The Courtauld Gallery (Londres)
- Clariana en un bosc (1874)

Leeds Art Gallery (Leeds, Anglaterra)
- Una clariana a Fontainebleau
- Flors

National Gallery of Art (Washington DC)
- El marge del bosc a Les Monts-Girard (1868)

Museu de Belles Arts de Rouen (Rouen, França)
- Dona amb dos amorets (1870-1876)

Museu Nacional de Gal·les (Cardiff)
- Festa campestre (1844)

Metropolitan Museum of Art (Nova York)
- Figures and a Dog in a Landscape (1852)

Bristol City Museum and Art Gallery (Bristol, Anglaterra)
- Flower Piece (1842-1849)

Glasgow Museums Resource Centre (Glasgow)
- Flower Piece

Museo de Grenoble (Grenoble, França)
- Flors

Perth and Kinross Council (Escòcia)
- Estudi floral

Towneley Hall Art Gallery and Museum (Burnley, Anglaterra)
- Quatre nimfes a un bosc

Museu de Brooklyn (Nova York)
- Quatre donzelles espanyoles (1844-1860)

Victoria and Albert Museum (Londres)
- Noia amb Gossos (1845-1850)
- La banyista (1850-1855)
- Paisatge (1855)

Stirling Smith Art Gallery and Museum (Stirling, Escòcia)
- Nena amb flors

Museu Fabre (Montpeller, França)
- Noia del temps de Lluís XV (1850)

Saint Louis Art Museum (Saint Louis, els Estats Units)
- Paisatge

Museu de Belles Arts de Rennes (Rennes, França)
- La toaleta de l'amor (1840-1845)

Museu de Belles Arts de Bordeus (Bordeus, França)
- Les femmes souliotes (1830)

Musée Faure (Aix-les-Bains, França)
- Cita amorosa (1849)

Birmingham Museum of Art (Birmingham, Alabama, els Estats Units)
- El pastor i el seu ramat (1865)

National Gallery de Londres (Londres)
- Dies assolellats al bosc (c.1850-1859)

Chrysler Museum of Art
- Noia amb el seu gos (1850)[8]

## Galeria d'imatges

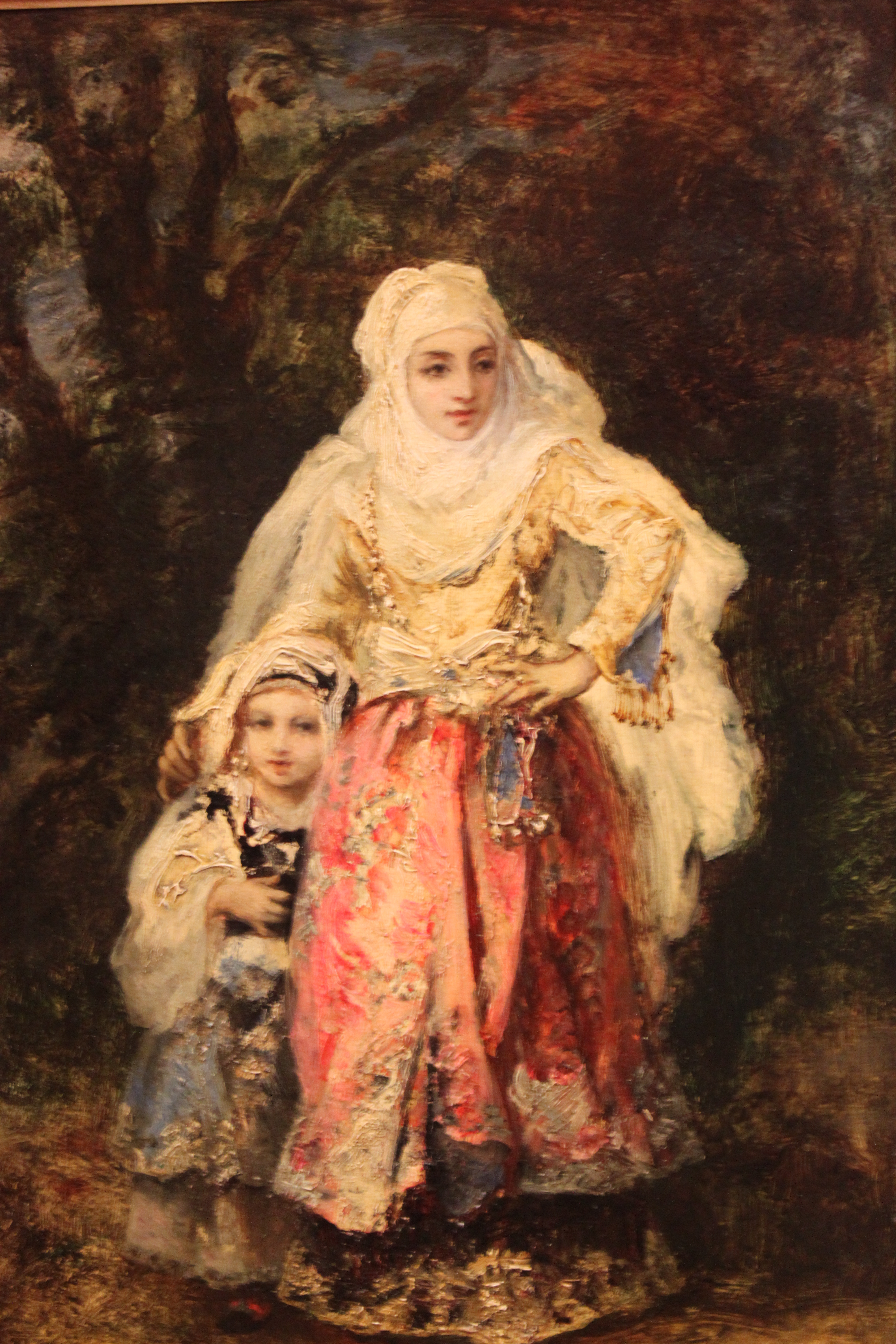
Mare oriental i filla (1865, Alte Nationalgalerie, Berlín)
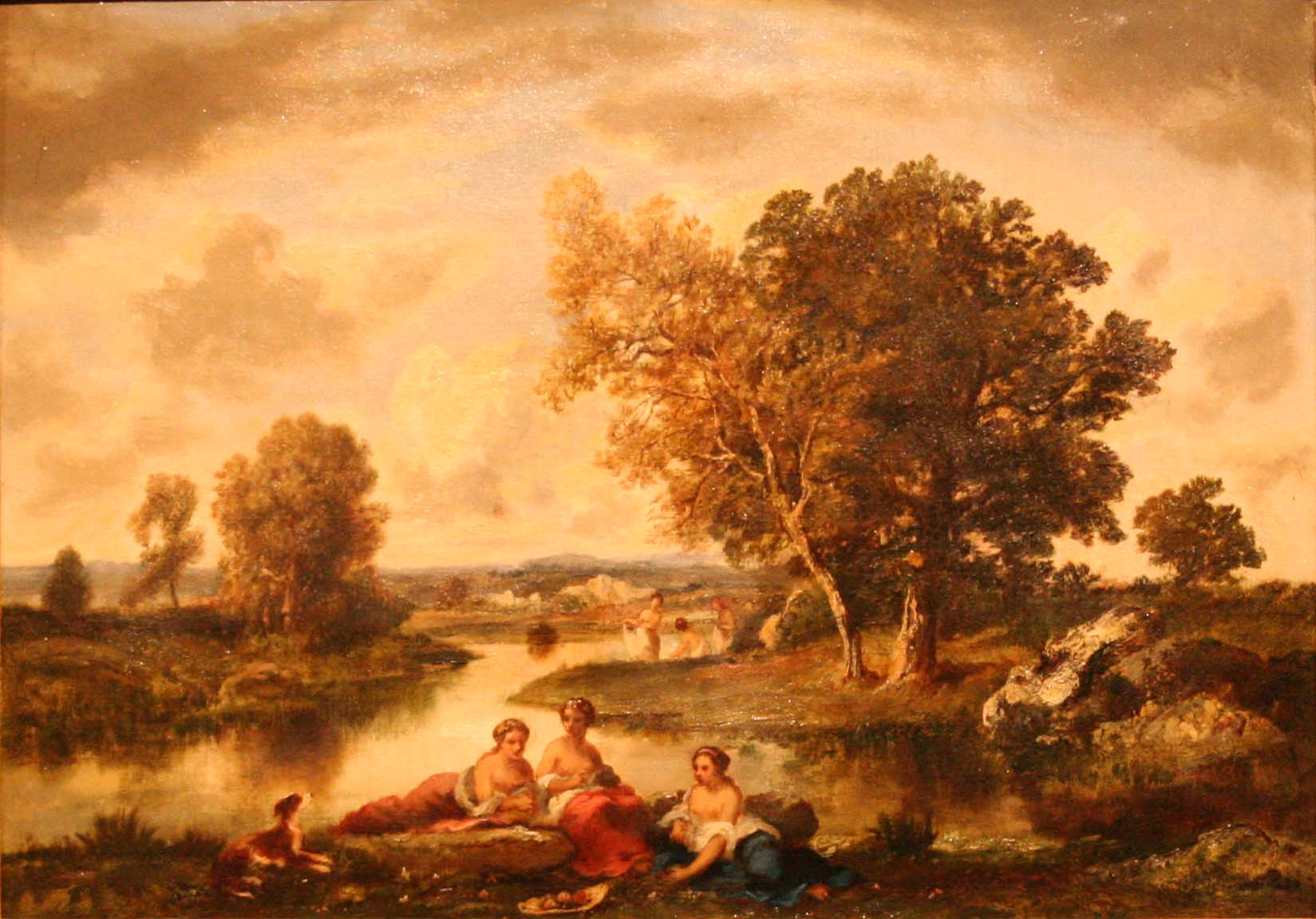
Paisatge (Museu de Belles Arts de Besiers)
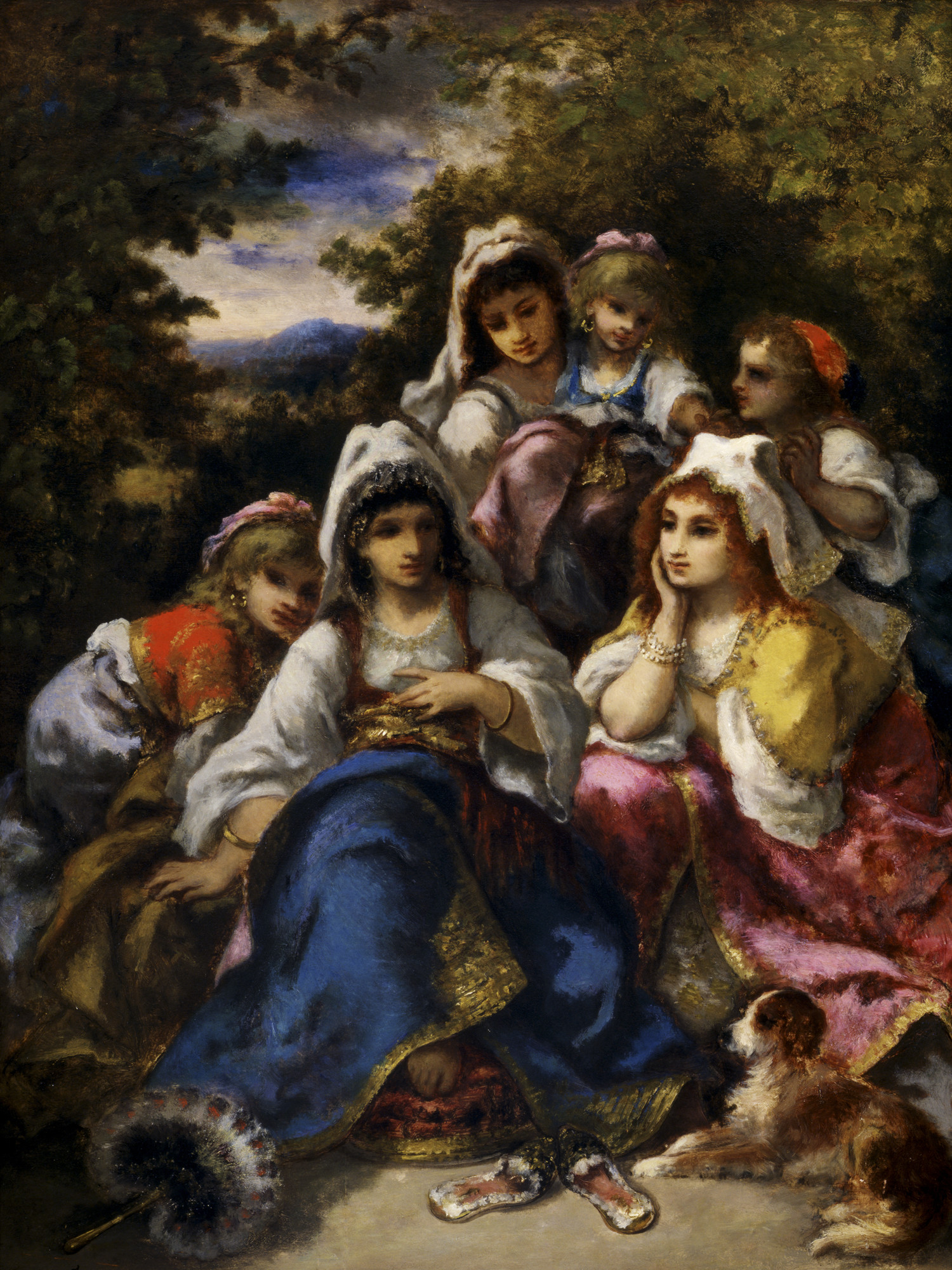
Les princeses gitanes (cap al 1865/1870, San Antonio Museum of Art, San Antonio, Texas)
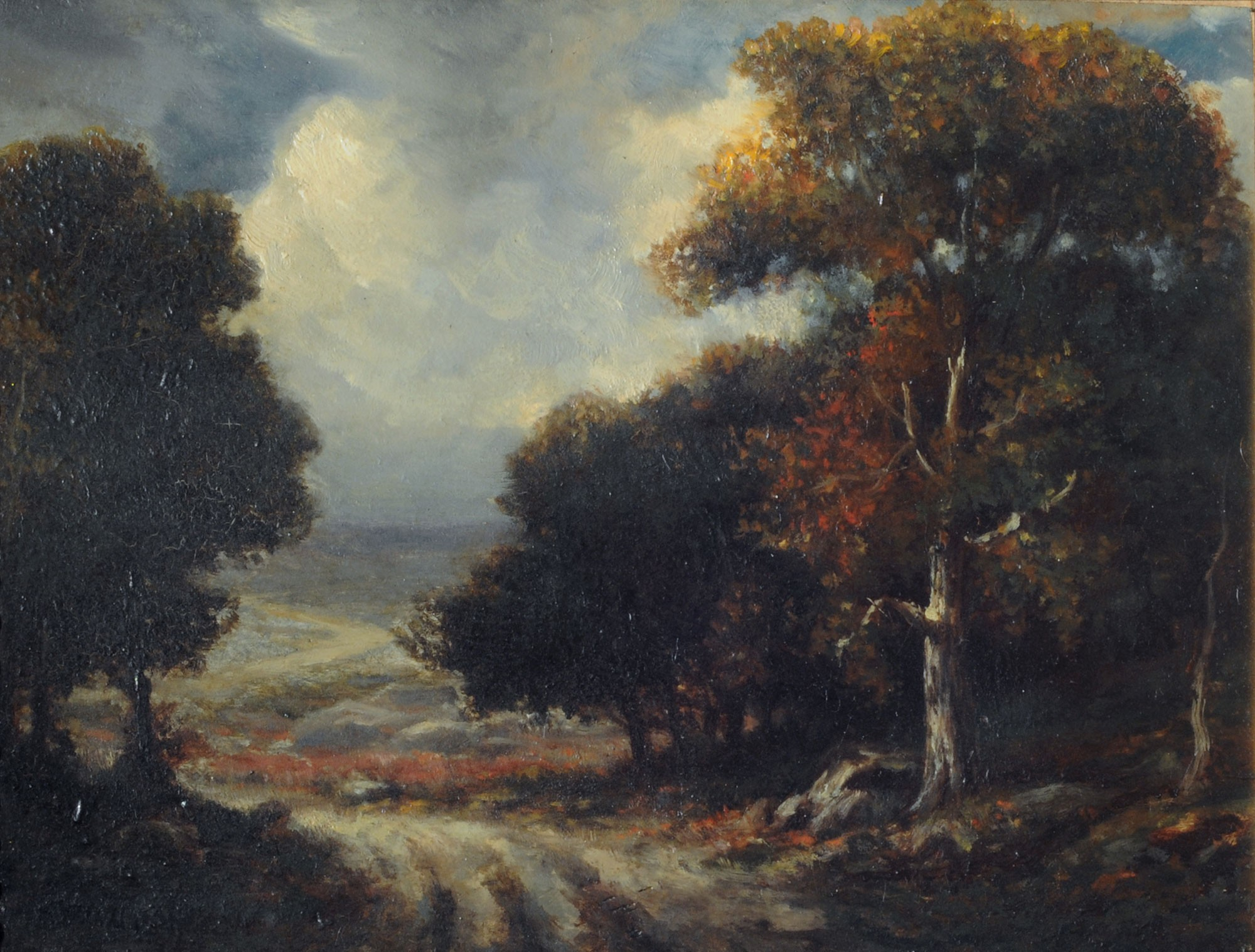
El camí (Museu Nacional de Belles Arts de Buenos Aires)
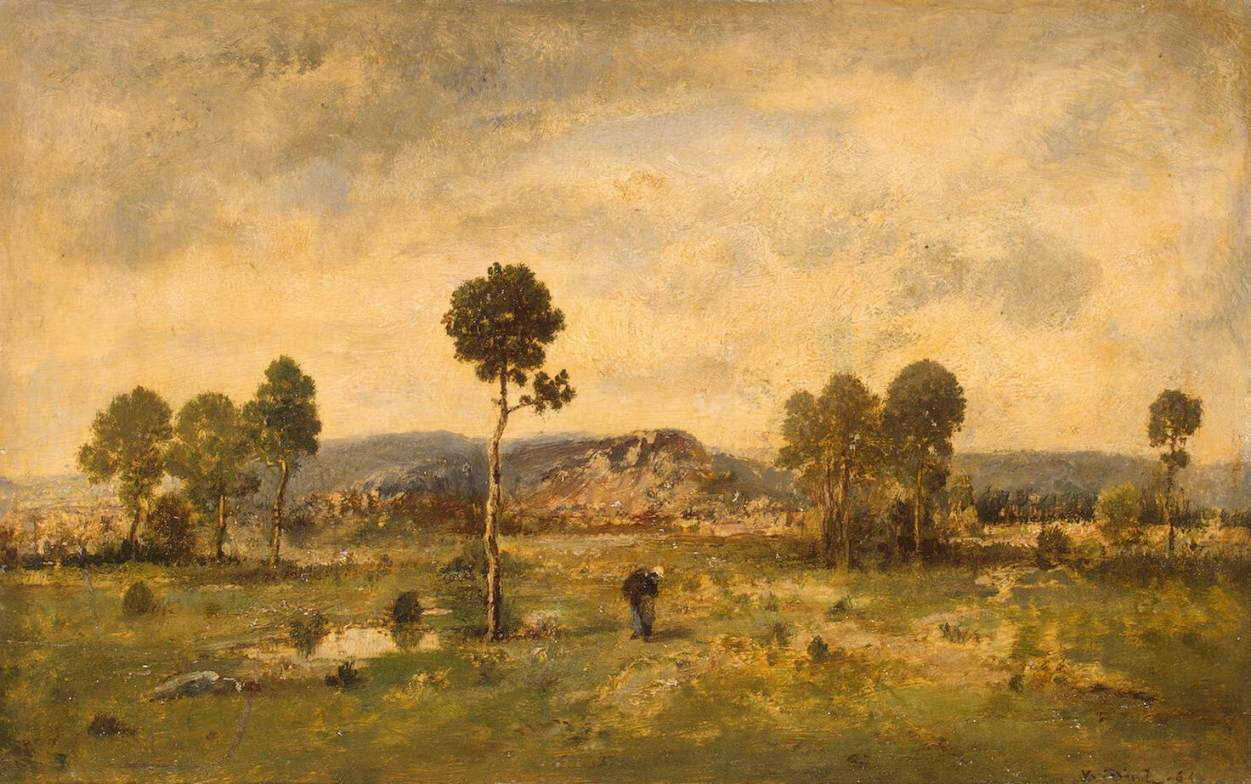
Paisatge amb un pi (1864, l'Ermitage)
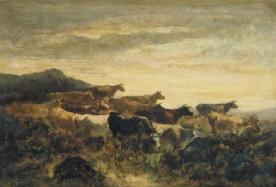
Posta de sol amb vaques (cap al 1845-1855, Museu Boijmans Van Beuningen, Rotterdam)